# Lorenzo Della Fonte
Lorenzo Della Fonte (Sondrio, 17 gennaio 1960) è un musicista, compositore e scrittore italiano.

## Biografia
Dopo aver conseguito il diploma magistrale, nel 1985 riceve dal Conservatorio di Parma il diploma in Strumentazione per Banda. Seguiranno poi due altri diplomi di Conservatorio, uno in clarinetto conseguito al conservatorio di Rodi Garganico e uno in musica Jazz.
È stato allievo di grandi direttori d'orchestra italiani e non, tra cui Jo Conjaerts, Henk van Lijnschooten, Robert Reynolds, Eugene Corporon, Gianluigi Gelmetti, Jan Cober e Andreas Spörri.

## Direzione
È stato direttore di svariate bande e orchestre di fiati, tra cui la prestigiosa Civica Orchestra di Fiati di Milano (unica formazione professionistica del suo genere in Italia), nella quale ha diretto dal 1994 al 1998, e per la quale ricopre ancora talvolta il ruolo di direttore ospite. Inoltre ha diretto dal 1999 al 2003 l'unica orchestra professionale italiana di ottoni, la Festival Brass Band di Aosta.
Attualmente dirige l'Orchestra di Fiati della Valtellina, formazione da lui fondata nel 1991 e sempre rimasta sotto la sua direzione. Con questa Orchestra ha inciso sei CD e ha ottenuto numerosi premi in campo internazionale (tra cui la medaglia d'oro in prima categoria del luglio 2005 al World Music Contest di Kerkrade, Paesi Bassi). Inoltre ha diretto la Società Filarmonica di Arogno (Svizzera) dal 1992 al 2014, il Soli Wind Ensemble (gruppo che riunisce musicisti di alto livello provenienti da tutta Italia) dal 2000, e dal 1995 la Giovanile Orchestra Internazionale di Fiati di Ripatransone, da lui fondata insieme a Roberto Vespasiani, formazione che comprende musicisti da tutte le regioni d'Italia e dal Ticino (Svizzera) e che si è conquistata un riconoscimento particolare nel mondo delle iniziative didattico/orchestrali. Dirige anche la Brass Band del Conservatorio di Torino e le Orchestre di Fiati dei Conservatori di Torino e Sassari.
Della Fonte ha ottenuto inoltre il Primo Premio dell'edizione 2000 del Concorso Internazionale per Direttori d'Orchestra "Prix Credit Suisse" di Grenchen (Svizzera).

## Opere
Ha al suo attivo numerose composizioni originali per banda e orchestra di fiati, nonché svariate trascrizioni di opere per orchestra sinfonica. Tra le sue composizioni originali "Exortus", vincitrice del 1º Premio al Concorso Europeo di Composizione per Banda (Lussemburgo 1994). Le sue prime 9 composizioni, compresa Exortus, sono state incise sul CD “Voci Stanze Danze”, registrato dall'Orchestra di Ripatransone, altre sono presenti sul CD "The Silken Ladder" edito da Molenaar.

### Libri
Della Fonte è autore di un libro sulla storia della letteratura originale per l'orchestra e l'ensemble di fiati, intitolato "La banda: orchestra del nuovo millennio", la cui prima edizione è stata pubblicata nel 2003 per Animando e la seconda nel 2016 da Joker, e di cinque romanzi: "L'infinita musica del vento" pubblicato in formato digitale nel giugno 2013 e, dal giugno 2014 anche in formato cartaceo, per conto della Casa Musicale Eco di Monza; "Chopin non va alla guerra", pubblicato da Elliot di Roma nel settembre 2017; “Il senso del tempo" (Elliot 2018); "Il codice Debussy" (Elliot 2019), incentrato sulla figura dell'alpinista-pianista Ettore Castiglioni; "Stoccafisso in salsa Verdi" (Elliot 2020). Il primo, premio "Letteratura" dell'Istituto Italiano di Cultura di Napoli nel 2017, è la storia, ampiamente romanzata, del clarinettista napoletano Francesco Maria Scala, personaggio realmente esistito nel XIX secolo, famoso per essere stato il primo direttore della Banda dei Marines ufficialmente riconosciuto dal Congresso USA. Il secondo è un romanzo storico/musicale ambientato in Valtellina e Alto Lario durante la Prima Guerra Mondiale, il cui protagonista, Giovanni Bassan, ricorre anche nel quarto e quinto romanzo.

## Collaborazioni
Lorenzo Della Fonte è stato, dal 1992 al 1998, Presidente della Sezione Nazionale Italiana della W.A.S.B.E. (World Association for Symphonic Bands and Ensembles), e dal 1993 al 1999 membro del Board of Directors (Comitato Centrale Internazionale) della stessa.
È uno dei direttori di banda più richiesti all'estero, come direttore ospite, docente, membro di giurie internazionali per concorsi bandistici. Ha diretto in Argentina, Austria, Belgio, Brasile, Canada, Francia, Germania, Giappone, Irlanda, Lettonia, Olanda, Portogallo, Spagna, Svizzera, Taiwan, Stati Uniti d'America.
Inoltre è docente di Strumentazione per Banda al Conservatorio G. Verdi di Torino, e collabora come direttore d'orchestra e docente con i Conservatori di Messina e Sassari.